# SPSS
 (octobre 2014).
SPSS (Statistical Package for the Social Sciences) est un logiciel utilisé pour l'analyse statistique. C'est aussi le nom de la société qui le revend (SPSS Inc). En 2009, la compagnie décide de changer le nom de ses produits en PASW, pour Predictive Analytics Software et est rachetée par IBM pour 1,24 milliard de dollars.

## Description
La première version de SPSS a été mise en vente en 1968 et fait partie des programmes utilisés pour l'analyse statistique en sciences sociales. Il est utilisé par des chercheurs en économie, en science de la santé, par des compagnies d'études, par le gouvernement, des chercheurs de l'éducation nationale, etc. En plus de l'analyse statistique, la gestion des données (sélection de cas, reformatage de fichier, création de données dérivées) et la documentation des données (un dictionnaire de métadonnées est sauvegardé avec les données) sont deux autres caractéristiques du logiciel.
Les fonctionnalités de SPSS sont accessibles via les menus déroulants ou peuvent être programmées avec un langage en ligne de commande appelé 4GL (licence propriétaire). La programmation par lignes de commande permet la reproductibilité et de la manipulation et de l'analyse de données complexes. L'interface des menus déroulants génère également une syntaxe de commandes, bien que, par défaut, elle soit invisible à l'utilisateur. Les programmes peuvent être lancés de manière interactive ou de façon non surveillée en utilisant le Production Job Facility fourni. Un langage de macro peut être utilisé pour écrire des routines et une extension pour le langage python permet d'accéder aux informations dans les données ou dans le dictionnaire des données et de construire des programmes en syntaxe de ligne de commande de façon dynamique. Cette extension de programmation Python, introduite dans la version 14, a remplacé les scripts SAX Basic moins fonctionnels pour la plupart des besoins, bien que SaxBasic reste disponible. Depuis la version 14, SPSS peut être piloté extérieurement en utilisant un programme en Python ou en VB.NET en utilisant les "plug-ins" fournis.
SPSS impose des contraintes concernant la structure interne des fichiers, les types des données, le traitement des données et les fichiers de correspondance. Les séries de données de SPSS ont une structure en tableau à deux dimensions où les rangées représentent typiquement les cas (tels des individus ou des foyers) et où les colonnes représentent les mesures (telles que âge, sexe, ou revenu du foyer). Il n'y a que deux types définis de données : nombres ou chaines de caractères. Tous les traitements de données se déroulent de façon séquentielle les cas à la suite les uns des autres  dans l'ordre du fichier. Les fichiers peuvent être comparés un à un, un envers les autres, mais pas plusieurs d'un coup envers les autres.
Différentes versions de SPSS existent pour Windows, Mac OS X et Unix. La version pour Windows est mise à jour plus fréquemment et possède plus de caractéristiques que les versions pour les autres systèmes d'exploitation. 
SPSS peut lire et écrire des données à partir et dans des fichiers texte en caractères ASCII  (incluant les fichiers hiérarchiques), d'autres paquetages statistiques, des feuilles de calcul et des bases de données (des tables de base de données relationnelles externes via ODBC et SQL). 

## SPSS Inc.
Le programme SPSS est vendu par SPSS Inc., une société qui commercialise des logiciels destinés à l'analyse de marché, aux études statistiques et à l'analyse statistique. Ces autres logiciels incluent AMOS ("Analysis of MOment Structures") pour la modélisation d'équation structurelle, SamplePower pour l'analyse de pouvoir, AnswerTree utilisé pour l'étude de la segmentation du marché, SPSS Text Analysis for Surveys pour coder des réponses ouvertes, Clementine pour l'exploration de données ("data mining") et d'autres paquetages pour CATI et les études en ligne. Le siège social de la société est à Chicago dans l'Illinois.